# Ерёмин, Юрий Иванович
Юрий Иванович Ерёмин (9 марта 1944, Коломна, Московская область — 1 августа 2025) — советский и российский театральный режиссёр. Народный артист РСФСР (1986).

## Биография
Родился в 1944 году, в городе Коломна, Московской области.
В 1971 году окончил актёрский факультет ГИТИСа (руководитель курса — П. О. Хомский).
После окончания ГИТИСа поступил в труппу Московского ТЮЗа.
В период с 1973 по 1977 год Ерёмин был главным режиссёром Театра юного зрителя г. Ростова-на-Дону.
С 1978 по 1980 годы Юрий Иванович был главным режиссёром Драматического театра имени Горького в Ростове-на-Дону.
В 1981—1987 годах возглавлял Центральный академический театр Советской Армии, а с 1987 года по 2000 год Ерёмин был главным режиссёром в Московском драматическом театре имени А. С. Пушкина.
С 2000 года — режиссёр в театре имени Моссовета.
Умер 1 августа 2025 года в возрасте 81 года. Похоронен в Москве на Миусском кладбище.

## Постановки

### Ростовский ТЮЗ им. Ленинского комсомола
- «Аленький цветочек»
- «Парень из нашего города»
- «Три сестры»

### Ростовский театр драмы имени М. Горького
- «Аэропорт» (по роману А. Хейли)
- «Мы, нижеподжписавшиеся» (по пьесе А. Гельмана)
- «Дом с мезонином» А. П. Чехова
- «Судьба человека» М. Шолохова[7]

### Центральный академический театр Советской армии
Наиболее известными постановками Ерёмина считаются:
- «Старик» по М. Горькому (1981);
- «Счастье моё» по А. М. Червинскому (1982);
- «Идиот» по Ф. М. Достоевскому (1984);
- «Статья» по Р. Х. Солнцеву (1986);
- «Палата № 6» по А. П. Чехову (1987);
- «Царь Эдип» (1999).

Критики считают, что Ерёмин стремится представить драматические конфликты максимально остро, тщательно прорабатывая характеры ролей, в том числе и в психологическом плане.
В Театре имени Пушкина с 1997 года идёт спектакль Юрия Ерёмина «Повести Белкина».

## Фильмография
- 1982 — Срочно… Секретно… Губчека — Горюнов

## Награды и премии
- Орден Почёта (5 декабря 2014 года) — за большие заслуги в развитии отечественной культуры, телерадиовещания, печати, связи и многолетнюю плодотворную деятельность[9]
- Орден Дружбы (1 сентября 1997 года) — за большой вклад в укрепление экономики, развитие социальной сферы и в связи с 850-летием основания Москвы[10]
- Народный артист РСФСР (1986)[11]
- Заслуженный деятель искусств РСФСР (1980)[11]